# Interstate 69: The Road to Pleasure
Interstate 69: The Road To Pleasure es un mixtape del dúo Plan B presentado por DJ Sin-Cero, fue publicado en 2007.
Este es uno de los tantos compilados que se lanzaron para anticipar el segundo álbum de estudio del dúo, House of Pleasure.

## Lista de canciones
| N.º     | Título                                                                                     | Álbum                                                                                      | Duración |  |
| 1.      | «Intro»                                                                                    |                                                                                            | 0:51     |  |
| 2.      | «Combo Callejero»                                                                          |                                                                                            | 2:48     |  |
| 3.      | «Un Segundo» (Chencho con Ñengo Flow)                                                      |                                                                                            | 3:47     |  |
| 4.      | «Conmigo a Navegar» (Maldy con Randy, Amaro, Gomba Jahbari)                                | Reggaeton de Markesina                                                                     | 3:42     |  |
| 5.      | «Frikitona»                                                                                | Chosen Few II                                                                              | 2:29     |  |
| 6.      | «Pop That Pussy» (con Uncle Luke, Reychesta "Secret Weapon")                               | My Life & Freaky Times                                                                     | 3:29     |  |
| 7.      | «Tocarte»                                                                                  | Mas Flow: Los Benjamins                                                                    | 1:51     |  |
| 8.      | «Ya Regresé» (con Amaro)                                                                   | Chosen Few: El Documental                                                                  | 2.18     |  |
| 9.      | «Chica Ven»                                                                                | Los Matadores del Género                                                                   | 2:54     |  |
| 10.     | «Tu Sabes»                                                                                 | Mas Flow                                                                                   | 2:52     |  |
| 11.     | «Freak»                                                                                    | Reggaeton de Markesina                                                                     | 2:15     |  |
| 12.     | «Buscando Calor»                                                                           | Blin Blin vol. 1                                                                           | 1:50     |  |
| 13.     | «After Party» (Maldy con Delirious)                                                        | Reggaeton de Markesina                                                                     | 2:48     |  |
| 14.     | «Picheale Y Deja Que Se Valla» (Maldy con Arcángel)                                        | Reggaeton de Markesina                                                                     | 1:44     |  |
| 15.     | «Alguna Vez Lo Soñaste / Chica Ven / Frikitona»                                            | Playero 42: El Especialista, Episodio 1 / Los Matadores del Género / Chosen Few II         | 4:10     |  |
| 16.     | «Un Party»                                                                                 | House of Pleasure                                                                          | 2:46     |  |
| 17.     | «La Fuga (Live)»                                                                           |                                                                                            | 1:04     |  |
| 18.     | «Tu Cuerpo Me La Explota / El Caballo / La Danza Bella» (con Daddy Yankee, Ñejo, DJ Blass) | El mundo del Plan B                                                                        | 5:34     |  |
| 19.     | «P.L.A.N. B / Bellaqueo / No Puedo Estar Sin Sex / Guatauba»                               | Reggaeton Sex vol. 2 / Fatal Fantassy 2: Esto es Mambo / Reggaeton Sex Crew / Guatauba XXX | 5:02     |  |
| 20.     | «Un Rincón» (Chencho)                                                                      |                                                                                            | 2:06     |  |
| 21.     | «Perreandote»                                                                              | El Desorden                                                                                | 2:21     |  |
| 22.     | «Fumar» (con Karel & Voltio)                                                               | Los Dueños del Estilo                                                                      | 2:55     |  |
| 23.     | «Furia Bestial» (Maldy)                                                                    | Reggaeton de Markesina                                                                     | 3:10     |  |
| 24.     | «Hace Tiempo» (Maldy)                                                                      |                                                                                            | 2:26     |  |
| 25.     | «Mencionando tu Nombre / Hey You Girl»                                                     | El mundo del Plan B                                                                        | 4:03     |  |
| 26.     | «La Pista Esta Llenisima» (Maldy con Opi, Jason)                                           | Reggaeton de Markesina                                                                     | 2:47     |  |
| 27.     | «Frikitona (Remix)» (con Trick Daddy, Trina, LDA)                                          | Chosen Few II                                                                              | 2:55     |  |
| 28.     | «Callaita» (Interpretado por Opi con Jenny)                                                |                                                                                            | 2:02     |  |
| 1:18:46 |                                                                                            |                                                                                            |          |  |